# Livin' Thing
Livin' Thing è un singolo del gruppo musicale britannico Electric Light Orchestra, pubblicato nel 1976 ed estratto dall'album A New World Record.
Il brano è stato scritto e prodotto da Jeff Lynne.

## Tracce
- 7" (UK)

1. Livin' Thing
2. Fire On High

- 7" (USA)

1. Livin' Thing
2. Ma-Ma-Ma Belle

## Cover
Una cover del brano è stata realizzata e incisa dal gruppo The Beautiful South per l'album Golddiggas, Headnodders and Pholk Songs (2004).